# Royal Queensmen
The Royal Queens Men var en rockgrupp från Uppsala som var verksam mellan 1960 och 1968. Gruppen spelade 1961 in en singel med "Persisk marknad" och "Rosenkyssar" som låg på Kvällstoppen några veckor.

## Medlemmar
- Jan Tesseus – sång
- Kurt Marsh – gitarr
- Mats Lundin – basgitarr
- Bo Eklund/Hans Burvall – trummor
- Göran Berger – keyboard

## Diskografi
Singlar
- 1961 – "Persisk marknad" / "Rosenkyssar" (7" vinyl, Polydor NH 10937)

Samlingsalbum (div. artister)
- 1984 – Pop 60 Uppsala (The Royal Queens Men representerad med "Persisk marknad" och "Rosenkyssar") (kassett, Global Sound GS 846)
- 1990 – Swedish Beat Vol. 2 (The Royal Queens Men med "Persisk marknad) (LP, Rainbow Music RMLP 2021)
- 2003 – Polydor Singlar 1960 – 64 (The Royal Queens Men med "Persisk marknad" och "Rosenkyssar") (CD, Polydor)